# Josef Budský
Josef Budský, slovensky také Jozef Budský (11. června 1911, Praha, Rakousko-Uhersko – 31. ledna 1989, Bratislava, Československo) byl slovenský herec, divadelní režisér, zpěvák a pedagog českého původu. Stal se jedním z Čechů, kteří se zapsali do dějin slovenského divadelnictví jako výrazné osobnosti a získaly neocenitelné zásluhy na zvyšování úrovně slovenského profesionálního divadla.

## Život a dílo
V roce 1928 složil zkoušky do pražské Vinohradské zpěvohry, kde až do roku 1930 působil jako sborový zpěvák. V době studia na pražské obchodní škole si našel čas i na hraní v ochotnickém divadle. V roce 1930 nastoupil do Divadla českého severovýchodu jako činoherec. V letech 1932-1935 působil jako člen divadelní společnosti Josefa Burdy. U Burdy si osvojil přesnost a pracovitost. Od roku 1935 účinkoval v tzv. české činohře Slovenského národního divadla až do jejího rozpuštění v roce 1938. V české činohře pracoval první tři sezóny pod vedením Viktora Šulce. V době těchto tří sezón jeho herecké umění dozrálo a za tak velmi krátkou dobu vytvořil přes 30 postav. Vynikl zejména v roli doktora Galéna v inscenaci hry Karla Čapka Bílá nemoc, kterou také sám adaptoval do operního libreta pro slovenského skladatele Tibora Andrašovana, který na ně zkomponoval operu Bílá nemoc.
Pod vlivem politických událostí byla česká činohra SND v roce 1938 rozpuštěna a její torzo bylo začleněno do (slovenské) Činohry Slovenského národního divadla, kde byl Budský hercem až do roku 1945. I po nuceném odchodu Viktora Šulce mu režiséři svěřovali náročné úlohy. Hrál v Borodáčových inscenacích Sofoklova Krále Oidipa (Oidipus), Hernaniho Victora Huga (Don Carlos), Shakespearova Snu noci svatojánské (Puk), Stodolovy satiry Keď jubilant plače (Doktor Chomút) a jiných.
Režijně začal tvořit už za válečného Slovenského státu. Opíral se hlavně o své vlastní herecké zkušenosti a inspiraci čerpal i od tehdejších režisérů Činohry SND - Jána Borodáče a Jána Jamnického. Pozornost vzbudil v roce 1943 inscenací Stodolovy hry Mravci a cvrčkovia, která vyzněla jako protest proti slovenskému fašismu.
Po roce 1945 se začal naplno věnovat režijní tvorbě. Současně až do roku 1953 působil i jako umělecký šéf Činohry Slovenského národního divadla. Významnou oblast jeho režijní tvorby tvořily inscenace divadelních her Williama Shakespeara (Jak se vám líbí, Othello, Romeo a Julie, Macbeth, Hamlet a Komedie omylů), Čechova (Strýček Váňa a Višňový sad) a Gorkého (Nepřátelé, Letní hosté a V předvečer). Inscenoval i hry současných slovenských dramatiků, ale i hry z českého dramatického odkazu.
V letech 1950 až 1954 byl pedagogem a vedoucím Odborného divadelního kurzu ve Státní konzervatoři v Bratislavě, zároveň s tím od roku 1950 do roku 1976 byl pedagogem Vysoké školy múzických umění v Bratislavě. V roce 1959 se stal docentem a v roce 1965 vysokoškolským profesorem. V roce 1977 odešel do důchodu a zemřel v Bratislavě v roku 1989. Pochován je na hřbitově Bratislava - Ružinov.

## Ocenění
- 1958 - Státní cena Klementa Gottwalda
- 1960 - zasloužilý umělec
- 1961 - Řád práce
- 1966 - národní umělec
- 1975 - Cena ZSDU za divadelní tvorbu

## Výběr z divadelních režií
- 1945 - Alexander Sergejevič Puškin: Mozart a Salieri
- 1945 - Alexander Sergejevič Puškin: Skúpy rytier
- 1946 - Molière: Tartuffe
- 1947 - Simone de Bevoire: Neužitečná ústa
- 1948 - Ján Botto: Smrť Jánošíkova
- 1948 - Andrej Sládkovič: Marína
- 1956 - Pieseň našej jari, výběr z tvorby slovenských básníků

- Optimistická tragédia
- Karel Čapek: Bílá nemoc
- Anton Pavlovič Čechov: Višňový sad
- 1962 - Anton Pavlovič Čechov: Ivanov
- 1965 - Sofoklés: Král Oidipus

## Filmografie
- 1938 - Co se šeptá (konzervatorista Rudolf Martin)
- 1947 - Varúj...!
- 1948 - Bílá tma (Laco)
- 1948 - Vlčie diery (Ondrej Svrčina)
- 1951 - Boj sa skončí zajtra (poslanec KSČ)
- 1959 - Kapitán Dabač
- 1961 - Tri razy svitá ráno (Matúš Boháčik)
- 1963 - Ivanov (réžia)
- 1966 - Majster kat (kněz)
- 1966 - Vrah zo záhrobia (farár)
- 1969 - Génius (Super Černokněžník)
- 1970 - Zločin slečny Bacilpýšky (moudrý stařec)
- 1971 - Nevesta hôľ (mlynář)
- 1972 - Zajtra bude neskoro (Laube)